# 吳暻
吴暻（1662年—？），字元朗，号西斋，江苏太仓州人。清朝政治人物。

## 生平
康熙二十七年（1688年）进士。历官兵科给事中，因事落职。不久入直武英殿，充任书画谱纂修官。

## 家族
父吴伟业。

## 著作
吳暻工诗画，通音律。有《西斋集》、《左司笔札》二十卷。嘗與王原祁等輯《佩文齋書畫譜》。